# Фемтохимия
Фемтохимия — раздел физической химии, изучающий химические реакции на коротких временных интервалах, порядка фемтосекунд . За работы в этой области А. Зевейл получил Нобелевскую премию по химии 1999 г.: «за исследования химических реакций в реальном масштабе времени с помощью фемтосекундной спектроскопии». Главный результат работ состоит в появлении возможности наблюдения протекания элементарных химических реакций «в режиме реального времени». Фемтохимия изучает химические процессы в фемтосекундном временном диапазоне (10−15 — 10−12 секунды). Изучением элементарных реакций занимается специальный раздел химии — химическая динамика. Основная задача химической динамики — определить структуру переходного состояния и проследить динамику его образования и распада в реальном времени.

## Предмет изучения
Освоение лазеров, в особенности лазеров сверхкоротких импульсов, обеспечило прорыв в изучении кинетики элементарных химических взаимодействий (10 — 100 фс или 10−14 — 10−13 с). Эти временные интервалы гораздо меньше периодов колебаний атомов в молекулах (100 фс — 10 пс или 10−13 — 10−11 с). Благодаря такому соотношению фемтохимия рассматривает саму химическую реакцию: перемещение во времени и пространстве атомов, преобразование исходных соединений в продукты. Это достижение современной химии открыло прямые пути исследования и управления механизмами химических реакций. Особенности фемтосекундных импульсов позволяют: обеспечивать высокое временное разрешение, образовывать когерентные колебательно-вращательные волновые пакеты, легко осуществлять многофотонные процессы поглощения, воздействовать на поверхность потенциальной энергии. Основные направления этой области исследований: изучение детальных микроскопических химических процессов и управление ими на фемтосекундной шкале времени.